# Ruhm (Film)
Ruhm ist ein deutscher Episodenfilm von Isabel Kleefeld aus dem Jahr 2012. Die Literaturverfilmung basiert auf dem gleichnamigen Roman (2009) von Daniel Kehlmann, in dem neun lose miteinander verbundene Geschichten um Fragen der Kommunikation mit dem Mobiltelefon, Computer und Internet kreisen. In den Hauptrollen der Tragikomödie sind unter anderem Senta Berger, Heino Ferch, Julia Koschitz, Stefan Kurt und Gabriela Maria Schmeide zu sehen. Offizieller deutscher Kinostart war am 22. März 2012.

## Hintergrund
Ruhm wurde von Oktober 2010 bis April 2011 in Köln, Zürich, Buenos Aires, Kiew, auf der Krim sowie in der Nähe von Cancún gedreht und feierte am 20. März 2012 im Residenz-Kino in Köln Premiere. Die Freigabe zur öffentlichen Vorführung erfolgte zwei Tage später. Bis Ende Juni 2012 erreichte der Film knapp 19.000 Zuschauer.

## Kritiken
Filmstarts schrieb: „In Ruhm stecken viele faszinierende Ideen: Themen wie Prominenz, Außenseitertum, die Verantwortung des Kreativen und die Zerbrechlichkeit von Identität im digitalen Zeitalter – aber kaum etwas davon wird vertieft, kaum etwas geht über Allgemeinplätze hinaus. Den starken Darstellern und einigen witzigen erzählerischen Einfällen ist es zu verdanken, dass einzelne Episoden dennoch durchaus berührend und unterhaltsam ausgefallen sind.“. Jörg Schöning von Spiegel.de befand ähnlich: „Wie wild wechseln in der Verfilmung von Daniel Kehlmanns Roman Ruhm die Schauplätze und Schicksale. Der geballten deutschen Schauspielprominenz gelingt es aber nicht, die Figuren glaubhaft darzustellen. Und woran scheitern Senta Berger oder Heino Ferch? An der Vorlage.“
Jakob Biazza von Focus.de lobte in seiner Rezension vor allem die Darstellungen der weiblichen Protagonisten, kritisierte jedoch die Leistungen des restlichen Casts. Er schrieb: „Der Film ist nämlich eigentlich sehr klug umgesetzt, beeindruckt mit eigenständigen Ideen und tollen Drehorten, die eine Armada aus Filmförderanstalten finanziert hat. Leider vergisst er dabei, seine Helden ernstzunehmen. Ruhm lässt sich dadurch bestaunen. Man kann seiner Finesse huldigen. Sollte das sogar. Bewegen tut er allerdings nicht.“ Die Deutsche Film- und Medienbewertung (FBW) verlieh dem Spielfilm wiederum das Prädikat „besonders wertvoll.“